# Kehat Shorr
Kehat Shorr (21 de fevereiro de 1919 - Fürstenfeldbruck, 6 de setembro de 1972) foi o técnico de tiro da equipe olímpica israelense de 1972. Ele foi um dos 11 membros da equipe olímpica de Israel mortos no massacre de Munique.

## Biografia
Kehat Shorr nasceu na Romênia. Lá, ele se dedicou à marksman e se tornou um atirador especialista. Ele se mudou para Israel em 1963 e viveu em Tel Aviv com sua esposa e filha. Ele se juntou ao time “Hapoel” e rapidamente se tornou seu treinador, treinando muitos jovens atiradores israelenses. Ele treinou a seleção nacional para os XX Jogos Olímpicos de Munique.

## Massacre de Munique
Kehat estava entre os israelenses feitos reféns e assassinados por terroristas do Setembro Negro nos Jogos Olímpicos de Verão de 1972. A equipe israelense estava dormindo em seus aposentos na madrugada de 5 de setembro de 1972, quando os terroristas invadiram o complexo, assassinaram dois dos atletas israelenses e fizeram os outros como reféns. Kehat Shorr foi fotografado ao lado do colega técnico Andre Spitzer na janela do segundo andar de seu prédio sitiado, enquanto terroristas apontavam armas para a dupla. As autoridades alemãs não conseguiram resgatar os 9 reféns, incluindo Kehat Shorr, resultando em suas mortes. Os membros da equipe de Shorr, Henry Hershkowitz e Zelig Stroch, sobreviveram ao ataque.